# 王僧衍
王僧衍（？—？），琅邪临沂人，王珣曾孙，王弘之孙，王锡之子，王僧亮的弟弟，王僧衍在南齐任侍中，有子王茂璋。